# Seljanec
Seljanec – wieś w Chorwacji, w żupanii varażdińskiej, w mieście Ivanec. W 2011 roku liczyła 223 mieszkańców.